# Amineptina
L'amineptina (Survector, Maneon) è un farmaco antidepressivo ed ansiolitico appartenente alla categoria degli inibitori selettivi del reuptake della dopamina, di cui rappresenta attualmente l'unico agente della classe approvato per uso medico.
Chimicamente è correlato agli antidepressivi triciclici ma non ne condivide le caratteristiche farmacologiche per questo viene generalmente raccolto tra gli antidepressivi atipici.
Immesso in commercio nel 1978 in Francia, è stato ampiamente utilizzato per alcuni decenni anche in Italia dove è arrivato a rappresentare oltre il 10% di tutte le vendite di antidepressivi. Pur presentando una efficacia comparabile agli altri triciclici (o superiore per alcuni sottotipi di disturbo depressivo come la distimia, il disturbo melanconico e amotivazionale e in generale le depressioni atipiche, o alcuni sintomi come deficit di attenzione e mancanza di energia) è stato ritirato dal commercio in Italia ed in altri paesi europei nel 1999 per via di alcuni rari effetti avversi di natura epatica e la (scarsa) potenzialità di indurre abuso e dipendenza specie in soggetti suscettibili a tali comportamenti.

## Meccanismo d'azione
L'amineptina inibisce il reuptake della dopamina e, in misura minore, debolmente anche quello della noradrenalina. Ad alti dosaggi sembra indurre il release selettivo della dopamina. Ha inoltre delle piccole affinità per i recettori muscarinici e colinergici su cui agisce da antagonista.
Ha un'emivita piuttosto breve di 48 minuti, mentre i metaboliti (il principale dei quali è il derivato 5 ammino eptanoico) hanno una emivita di 2,5 ore. 
Veniva prescritta a dosaggi iniziali di almeno 100 mg al giorno fino ad un dosaggio di 300 mg al giorno.

## Efficacia
In diversi studi è stata provata l'efficacia del composto come antidepressivo. In particolare è stato svolto uno studio multicentrico aperto in 32 centri Italiani volto a determinarne l'efficacia: il composto, somministrato al dosaggio di 200 mg al giorno per 40 giorni, ha mostrato di indurre un rapido miglioramento dei sintomi (entro la fine della prima settimana, a differenza di altri antidepressivi che impiegano diverse settimane) nella maggior parte dei pazienti trattati: in particolare il 76% dei pazienti con depressione maggiore e depressione neurotica e nel 90% dei pazienti con disturbo distimico e depressione psicotica. Nello studio si è confermata la tollerabilità del farmaco (clinica, biologica e cardiovascolare) e la bassa incidenza di effetti collaterali.
A differenza degli altri farmaci stimolanti la dopamina, amineptina non sembra causare insonnia con elevata frequenza mostrando invece un miglioramento dell'architettura del sonno nei pazienti trattati. È stato dimostrato avere effetti terapeutici per il deficit di attenzione ed iperattività e il Parkinson.
È stato inoltre studiato per la disuassefazione e la cura della dipendenza da amfetamine e cocaina con risultati positivi.

## Effetti collaterali
L'amineptina ha una buona tollerabilità, con scarsi effetti collaterali durante l'assunzione. Raramente possono verificarsi insonnia, irritabilità, aumento delle transaminasi e parametri epatici. In alcuni soggetti, specie se assunto ad alte dosi e a lungo, può comparire dipendenza.
Per via della sua elevata tollerabilità, paragonabile o secondo alcuni autori maggiore agli SSRI per via degli scarsi fatti collaterali, può essere raccomandato come appropriato trattamento di prima linea per i disturbi depressivi e di ansia.
Raramente possono però verificarsi degli affetti avversi anche gravi che ne hanno decretato il ritiro come:
- Epatite di tipo citolitico e colestatico, pancreatite: tende a presentarsi generalmente entro i primi 30 giorni di assunzione e regredisce con la sospensione del trattamento. Si crede sia una reazione allergica al composto.[11][12][13]
- Acne grave: disturbo di grado severo o molto severo resistente al trattamento con antiacne (come isotretinoina) si è presentato in pazienti che facevano uso di alte dosi del composto, anche superiori a quelle raccomandate.[14][15][16]
- Abuso e dipendenza: come altri antidepressivi (ad esempio SSRI/SNRI), amineptina può causare sintomi da sospensione come ansia e agitazione che necessitano perciò una lenta diminuzione del dosaggio. Sono stati segnalati alcuni casi di abuso di amineptina (fino a 12 grammi al giorno) per via dei suoi effetti stimolanti.[17]